# Pelidnota werneri
Pelidnota werneri är en skalbaggsart som beskrevs av Soula 2006. Pelidnota werneri ingår i släktet Pelidnota och familjen Rutelidae. Inga underarter finns listade i Catalogue of Life.